# Freyastera mortenseni
Freyastera mortenseni är en sjöstjärneart som först beskrevs av Madsen 1956.  Freyastera mortenseni ingår i släktet Freyastera och familjen Freyellidae.
Artens utbredningsområde är havet kring Nya Zeeland. Inga underarter finns listade i Catalogue of Life.